# Dipseudopsis doehleri
Dipseudopsis doehleri är en nattsländeart som beskrevs av Georg Ulmer 1929. Dipseudopsis doehleri ingår i släktet Dipseudopsis och familjen Dipseudopsidae. Inga underarter finns listade i Catalogue of Life.